# Мирзаи
Мирзаи (азерб. Mirzəyi, арм. Միրզաի, Միրզեի) — старинный азербайджанский и армянский народный танец, распространённый в Азербайджане, Армении, Грузии и Иране. Согласно Большой советской энциклопедии, танец имеет иранское происхождение. Своё название танец получил в честь своего автора — Мирзы.
Азербайджанский вариант танца исполняется стариками, из-за чего известен также как «танец мудрости» или «танец стариков». Армянский вариант танца исполняется исключительно женщинами в возрасте на свадьбах. Относится к торжественно-величавым и грациозно-медленным сольным танцам. По тематическому содержанию азербайджанский вариант танца относится к бытовым танцам. Широко распространён азербайджанский вариант танца «Вокзалы-Мирзаи» (азерб. Vağzalı-Mirzəyi), а среди армянских вариантов танца из области Ширак выделяются «Старинный Мирзаи» (арм. Հին Միրզայի) и «Таракяма-Мирзаи» (арм. Թարաքյամա-Միրզայի).

## Исполнение
Азербайджанский вариант танца очень торжественный и, как правило, исполняется сдержанно и в тяжёлом темпе держащими в руке платок мужчинами, а также женщинам. Чаще всего этот танец исполняется на свадьбах, но сегодня в Армении его исполняют по разным поводам.
В середине XIX века российский историк и этнограф Иван Иванович Шопен описывал танец «Мирзаи» следующим образом:
Татарки пляшут обыкновенно попарно, имея в руках кастаньеты, которыми производят удары, то быстрые, то медленные; иногда звуки вовсе умолкают и пляшущие остаются как-будто неподвижны; вдруг, при ускоренном дребезжании кастаньетов, — с судорожным движением всего тела и будто в исступлении, они бросаются вперёд; но один шаг, и они опять обращаются в тихих нимф, которые лёгкими и стройными движениями выражают томление и страстную негу. В это мгновение, самые души их, кажется, изнемогают и вылетают влажными взглядами, исполненными пылкого наслаждения. Пляска эта называется мирзаи.

Русский этнограф П. Зелинский в 1882 году в своём описании свадебных традиций армян-переселенцев из Персии, проживавших в Нахичеванском уезде Эриванской губернии отмечал:
Из одиночных и парных танцев существует всем известная лезгинка, а также дзернахаг (ձեռնախաղ), мирзеи (միրզէի) и тавризи (թաւրիզի). Сущность этих последних заключается в следующем: две танцорки становятся в некотором отдалении друг от друга со сложенными на пояс руками и медленно двигаются в противоположную сторону друг от друга, описывая эллипсы, приподнимая мало-по-малу руки. При этом они то прихрамывают, то приседают, приподнимая и опуская плечи и двигая головы в разные стороны.
Различные варианты танца «Мирзаи» были записаны армянским фольклористом Аршаком Брутяном в Александрополе (Ширак) в конце XIX века.
Русский этнограф П. Востриков в своей статье «Музыка и песня у адербейджанских татар», опубликованной в 1912 году в «Сборнике материалов для описания местностей и племен Кавказа», отмечал, что есть несколько танцев, которые пользуются у «адербейджанских татар» большой популярностью, один из которых называется по-азербайджански (у автора — «по-татарски») «мирзаи». Это был одним из тех танцев, который, согласно Вострикову, особенно нравился женщинам.
Благодаря тому, что дагестанские лезгины, рутульцы, цахуры издавна поддерживали тесные культурные и экономические связи с северными районами Азербайджана, танец «Мирзаи» танцевали также на свадьбах в южном Дагестане.

## Музыкальная характеристика
Музыкальный размер — 6/8. Темп — медленный. Лад — сегях.  В середине танца, состоящего из ряда основных танцевальных движений, появляются внезапные ферматы и длинные звуки в мелодии танца.

## Танец в культуре
Танец использован Узеиром Гаджибековым в его оперетте «Не та, так эта»: в четвёртом действии комедии «Мирзаи» на собственной свадьбе танцует главный герой комедии Мешади Ибад.
Образец танца присутствует в опере Захария Палиашвили «Абессалом и Этери».
Мелодия танца звучит в азербайджанском народном танце со стаканчиками.